# Lunca Banului
Lunca Banului est une commune du județ de Vaslui en Roumanie.